# Little St. Lawrence
Little St. Lawrence est une petite communauté canadienne située sur la péninsule de Burin de l'île de Terre-Neuve dans la province de Terre-Neuve-et-Labrador. Elle est située sur la route 220 qui fait le tour de la partie sud de la péninsule entre Salmonier au nord et St. Lawrence à l'ouest.

## Annexe